# Noël Dejonckheere
Noël Dejonckheere (Lendelede, 22 april 1955 –  Izegem, 29 december 2022) was een Belgisch wielrenner. 

## Biografie
Dejonckheere was actief als wielrenner van 1979 tot 1988. Na enkele overwinningen bij de junioren en amateurs werd hij in 1979 aangenomen bij het team Teka-Santander waar hij actief bleef tot 1981. In 1982 reed hij voor GIS Gelati. Het jaar daarop, vanaf 1983 tot het einde van zijn rennerscarrière in 1988 keerde hij terug naar Teka. Nadien werd hij onder meer sportief directeur bij de wielerploeg Motorola waar hij samenwerkte met de Amerikaanse ex-langebaanschaatser en voormalige wielrenner Eric Heiden.
Hij werkte daarna tien jaar voor de Amerikaanse Wielerfederatie als coach en opleider van jonge Amerikaanse wielertalenten, waaronder Tyler Farrar, David Zabriskie, Brent Bookwalter, Taylor Phinney en Tejay van Garderen. Sinds 2010 is hij actief als manager/ploegleider van het wielerteam BMC Racing Team. In 1978 werd hij als amateur wereldkampioen bij de puntenkoers van het baanwielrennen. Hij was samen met Erik Zabel de enige die driemaal de Trofeo Luis Puig won. Hij won meerdere etappezeges in de grote rondes.
Dejonckheere overleed op 67-jarige leeftijd.

## Palmares
1973
- 1ste Nationaal Kampioenschap, Baan, Puntenkoers, Junioren, België

1976
- 1ste Quad Cities (USA)

1978
- 1ste Wereldkampioenschap, Baan, Puntenkoers, Amateurs, München

1979
- 3de in 4de rit Deutschland Tour, Hurth, Duitsland
- 1ste 5de rit Deutschland Tour, Essen, Duitsland
- 1ste 2de rit B Ronde van de Middellandse Zee, Le Lavandou, Frankrijk
- 2de 5de rit A Ronde van de Middellandse Zee, Antibes, Frankrijk
- 2de 5de rit B Ronde van de Middellandse Zee, Menton, Frankrijk
- 1ste 10de rit Vuelta a España, Zaragoza, Spanje
- 1ste 11de rit Vuelta a España, Pamplona, Spanje
- 1ste Groene Trui, Vuelta a España, Spanje
- 1ste 1ste rit Vuelta a la Región de Valencia, Vuelta Levante, Spanje
- 1ste 2de rit Vuelta a la Región de Valencia, Vuelta Levante, Spanje
- 1ste 4de rit Vuelta a la Región de Valencia, Vuelta Levante, Spanje
- 1ste 5de rit Vuelta a la Región de Valencia, Vuelta Levante, Spanje
- 1ste 6de rit Vuelta a la Región de Valencia, Vuelta Levante, Spanje
- 1ste rit Vuelta a Cantabria, Spanje
- 1ste rit Vuelta a Cantabria, Spanje
- 1ste rit Vuelta Azahar, Spanje
- 1ste rit Vuelta Azahar, Spanje
- 1ste Class General Vuelta Azahar, Spanje
- 1ste Red Zuigor, Colorado, VS
- 1ste Leganus Ronde Madrid, Spanje

1980
- 2de 1ste rit Vuelta a Mallorca
- 1ste 3de rit Vuelta a Mallorca
- 3de 2de rit Vuelta a Mallorca
- 1ste Openingsploegentijdrit Vuelta a Andalucía, (Ruta del Sol)
- 1ste Class General na Ploegentijdrit, draagt gele trui aan start rit 1
- 2de 1ste rit Vuelta a Andalucía (Ruta del Sol), Lorca, Spanje
- 1ste 2de rit Vuelta a Andalucía (Ruta del Sol), Almería, Spanje
- 1ste 4de rit Vuelta a Andalucía (Ruta del Sol), Rincón de la Victoria, Spanje
- 1ste General Class Groene Trui, Vuelta a Andalucía (Ruta del Sol)
- 3de 3de rit B Tour Mediterranéen, Vitrolles, Frankrijk
- 1ste 4de rit Tour Mediterranéen, Béziers, Frankrijk
- 1ste 2de rit Vuelta a las Tres Provincias, Spanje
- 1ste 5de rit Vuelta a las Tres Provincias, Spanje
- 3de 1ste rit B Parijs–Nice, Auxerre, Frankrijk
- 4de 2de rit Parijs-Nice (winnaar groene trui)
- 1ste 3de rit Parijs-Nice, Villefrance, Frankrijk (100ste zege als renner)
- 67ste 4de rit Parijs–Nice, drager groene trui
- 1ste Ploegentijdrit Vuelta Ciclista a Aragón, drager gele trui
- 1ste 1ste rit Vuelta Ciclista a Aragón, Zaragoza, Spanje

1981
- 3de Omloop van de Westkust in De Panne, België
- 1ste 2de rit Vuelta a las Tres Provincias, Antella, Spanje
- 1ste 5de rit Vuelta a las Tres Provincias, Antella, Spanje
- 1ste Ploegentijdrit met Teka Vuelta a las Tres Provincias, Spanje
- 1ste Trofeo Luis Puig, Valencia, Spanje
- 3de 1ste rit Vuelta a Andalucía (Ruta del Sol), Almuñécar, Spanje
- 2de 5de rit A Vuelta a Andalucía (Ruta del Sol), Santa Pola, Spanje
- 2de 2de rit A Parijs-Nice, Bourbon Lancy, Frankrijk
- 1ste GP Raf Jonckheere, België
- 1ste Rioja, Spanje
- 1ste 1ste rit Castilla y León, Spanje
- 1ste 2de rit Castilla y León, Spanje

1982
- 1ste 7de rit B Deutschland Tour, Aachen, Duitsland
- 1ste Sleidinge, België
- 3de Zesdaagse Madrid, Spanje
- 2de Neder-over-Heembeek, België
- 2de 1ste rit Tirreno-Adriatico, Italië
- 2de Milaan-Turijn, Italië

1983
- 1ste 1se rit Vuelta a Andalucía, (Ruta del Sol), Dos Hermanas, Spanje
- 2de 2de rit Vuelta a Andalucía, (Ruta del Sol), Montilla, Spanje
- 1ste 3de rit Vuelta a Andalucía, (Ruta del Sol), Granada, Spanje
- 3de 4de rit Vuelta a Andalucía, (Ruta del Sol), Berja, Spanje
- 2de 5de rit Vuelta a Andalucía,(Ruta del Sol), Aguilas, Spanje
- 1ste 12de rit Vuelta a España, Burgos, Spanje
- 1ste Trofeo Luis Puig, Spanje
- 1ste Vuelta a Castilla, Spanje
- 1ste Vuelta a Castilla, Spanje
- 1ste 1ste rit Vuelta Cantabria, Spanje
- 1ste 1ste rit Vuelta Cataluña, Spanje
- 1ste 1ste rit Tour of Colorado, VS
- 8ste Milaan-San Remo, Italië

1984
- 1ste Ronde van Limburg, (BEL)
- 1ste Trofeo Zumaquero, Spanje
- 3de 1ste rit Vuelta a Andalucía (Ruta del Sol), Fuengirola, Spanje
- 3de 2de rit Vuelta a Andalucía (Ruta del Sol), Ecija, Spanje
- 1e 2e etappe deel a Vuelta Ciclista a la Communidad Valenciana, Gandia, Spanje
- 2e 5e etappe Vuelta Ciclista a la Comunidad Valenciana, Valencia, Spanje
- 1ste 3de rit Parijs-Nice, Saint Étienne, Frankrijk
- 1ste 1ste rit Vuelta a España, Málaga, Spanje
- 2de 3de rit Vuelta a España, Elche, Spanje
- 1ste 4de rit Vuelta a España, Valencia, Spanje
- 3de 8ste rit Vuelta a España, Zaragoza, Spanje
- 3de 10de rit Vuelta a España, Burgos, Spanje
- 1ste 19de rit Vuelta a España, Madrid, Spanje
- 2de puntenklassement Vuelta a España
- 2de 4de rit Tour de France, Bethune, Frankrijk
- 1ste 5de rit A Vuelta a Andalucía, (Ruta del Sol), Aguilas, Spanje
- 1ste Clásica de Málaga
- 1ste Clásica de Alicante
- 1ste Clásica Luis Puig
- 1ste Classica Alfagar
- 7de Milaan-San Remo
- 5de Kampioenschap van België

1985
- 1ste Santander, Spanje
- 1ste Trofeo Masferrer, Spanje
- 1ste 2de rit Vuelta a Galega, A Coroña, Spanje
- 3de 15de rit Vuelta a España, Albacete, Spanje
- 3de 16de rit Vuelta a España, Alcala de Henares, Spanje
- 2de 19de rit Vuelta a España, Madrid, Spanje
- 1ste Memoreal Inguanzo, Spanje
- 1ste 2de rit Vuelta a Aragón, Spanje
- 1ste 3de rit Vuelta a Aragón, Spanje
- 6de 4de rit Vuelta a Aragón, Spanje
- 1ste 1ste rit Vuelta Cantabria, Spanje
- 1ste 4de rit Vuelta Cantabria, Spanje
- 1ste 1ste rit Vuelta Burgos, Spanje
- 1ste 2de rit Vuelta Burgos, Spanje
- 1ste Classica Burgos, Spanje
- 1ste 2de rit Vuelta Galicia, Spanje
- 1ste Trofeo Mansferrer
- 2de 3de rit Vuelta Ciclista a la Roja, Logroño, Spanje

1987
- 1 etappe in de Vuelta a Andalucía
- 2 etappes in de Vuelta a Murcia

1988
- 1 etappe in de Vuelta a Andalucía

## Resultaten in voornaamste wedstrijden
| Jaar | Ronde van Italië | Ronde van Frankrijk | Ronde van Spanje |
| ---- | ---------------- | ------------------- | ---------------- |
| 1979 |                  |                     | 63e (2)          |
| 1981 |                  | buiten tijd         |                  |
| 1982 | 100e             |                     |                  |
| 1983 |                  |                     | opgave (1)       |
| 1984 |                  | opgave              | 74e (3)          |
| 1985 |                  |                     | 94e              |
| 1987 |                  |                     |                  |
| 1988 |                  |                     | buiten tijd      |

| Jaar | Milaan-San Remo | Ronde van Lombardije |
| ---- | --------------- | -------------------- |
| 1979 | 95e             |                      |
| 1981 |                 |                      |
| 1982 | 19e             | 25e                  |
| 1983 | 8e              |                      |
| 1984 | 8e              |                      |
| 1985 | 48e             |                      |
| 1987 | 56e             |                      |
| 1988 |                 |                      |